# エゾツツジ
エゾツツジ（蝦夷躑躅、Therorhodion camtschaticum）は、エゾツツジ属またはツツジ属の落葉低木である。ツツジ属に分類される場合、学名はRhododendron camtschaticumとなる。アジア北東部とアラスカ、日本では本州北部（早池峰山・岩手山・秋田駒ヶ岳）と北海道の高山に分布する。
高山の過酷な環境のため、高さ10-30cm程度にしかならないが、れっきとした樹木である。葉は3cm前後で、縁に繊毛がある。7-8月頃、枝先に直径3-4cmの紅紫色の花を1-3個咲かせる。花冠は５裂し、上弁には暗褐色の斑点がある。花柄にも、細かい毛がある。